# Mount Jewell
Mount Jewell är ett berg i Antarktis. Det ligger i Östantarktis. Australien gör anspråk på området. Toppen på Mount Jewell är 1 484 meter över havet.
Terrängen runt Mount Jewell är huvudsakligen platt, men västerut är den kuperad. Trakten är obefolkad. Det finns inga samhällen i närheten.